# Sarajevo Spartans 2012
Questa voce raccoglie le informazioni riguardanti i Sarajevo Spartans nelle competizioni ufficiali della stagione 2012. Gli Spartans hanno giocato in questa stagione il loro primo incontro ufficiale, un'amichevole contro i bulgari Sofia Bears; questo incontro è anche la prima partita di football americano giocata in Bosnia ed Erzegovina.

## Amichevoli
| Sarajevo 23 giugno 2012, ore 15:00 | Sarajevo Spartans | 0 – 39 referto | Sofia Bears | Stadion Otoka |
| Marcatori Stamenov ( TD ) Bončev ( TD ) Stamenov ( pat ) Stamenov ( TD ) Stamenov ( pat ) Vasiljev ( TD ) Kenanov ( TD ) Mutafčiev ( pat ) Čan ( TD ) |                   | |             |               |
| |                   | |             |               |
| | Marcatori         | Stamenov (TD) Bončev (TD) Stamenov (pat) Stamenov (TD) Stamenov (pat) Vasiljev (TD) Kenanov (TD) Mutafčiev (pat) Čan (TD) |             |               |

## Statistiche di squadra
| Competizione | %Vittorie | In casa | In casa | In casa | In casa | In casa | In casa | In trasferta | In trasferta | In trasferta | In trasferta | In trasferta | In trasferta | Totale | Totale | Totale | Totale | Totale | Totale |
| Competizione | %Vittorie | G       | V       | N       | P       | Pf      | Ps      | G            | V            | N            | P            | Pf           | Ps           | G      | V      | N      | P      | Pf     | Ps     |
| ------------ | --------- | ------- | ------- | ------- | ------- | ------- | ------- | ------------ | ------------ | ------------ | ------------ | ------------ | ------------ | ------ | ------ | ------ | ------ | ------ | ------ |
| Amichevoli   | .000      | 1       | 0       | 0       | 1       | 0       | 39      | 0            | 0            | 0            | 0            | 0            | 0            | 1      | 0      | 0      | 1      | 0      | 39     |
| Totale       | .000      | 1       | 0       | 0       | 1       | 0       | 39      | 0            | 0            | 0            | 0            | 0            | 0            | 1      | 0      | 0      | 1      | 0      | 39     |